# Fluido termovettore
Un fluido termovettore è un fluido (sostanza o miscela allo stato liquido oppure gassoso) che accumula e trasporta il calore da un sito ad un altro.

## Modo di utilizzo
Il fluido termovettore è spesso utilizzato assieme a due scambiatori di calore: un primo scambiatore di calore fornisce il calore al fluido termovettore nel primo sito (ad esempio una centrale termica), riscaldandolo; una volta poi che il fluido termovettore è arrivato al secondo sito (ad esempio il punto di utilizzo del calore all'interno di un edificio), un secondo scambiatore di calore preleva il calore dal fluido, raffreddandolo.
Il fluido termovettore per "circolare" (cioè muoversi dal primo al secondo sito) necessita di energia, che può essere fornita ad esempio da una pompa di circolazione azionata da motore elettrico.

## Esempi e applicazioni

Utilizzo di acqua come fluido termovettore in un impianto di teleriscaldamento. Un primo scambiatore di calore fornisce il calore proveniente dalla centrale termica al fluido, mentre un secondo scambiatore provvede a prelevare il calore trasportato dal fluido per utilizzarlo all'interno di un edificio.

Esempi di fluidi termovettori e loro applicazioni sono:
- fluidi utilizzati negli impianti di riscaldamento e di teleriscaldamento per il trasporto di calore da una centrale termica al punto di utilizzo o trasformazione, come acqua calda, acqua surriscaldata, olio diatermico e aria;[1][2][5] a seconda del tipo di fluido termovettore impiegato, tali impianti si differenziano in impianti a liquido, impianti a vapore e impianti di termoventilazione.[5]
- fluidi utilizzati negli impianti termodinamici solari per accumulare il calore proveniente dai raggi solari;[6]
- fluido (ad esempio acqua) utilizzato negli impianti nucleari per sottrarre calore al nocciolo del reattore[7] e trasportare tale calore all'esterno del nocciolo al fine di utilizzarlo per la produzione di energia elettrica.[8]